# Platysenta indelicata
Platysenta indelicata är en fjärilsart som beskrevs av Turati 1934. Platysenta indelicata ingår i släktet Platysenta och familjen nattflyn. Inga underarter finns listade i Catalogue of Life.